# The Myth of Male Power
The Myth of Male Power: Why Men are the Disposable Sex – książka Warrena Farrella z 1993 roku, w której autor udowadnia, że powszechne postrzeganie mężczyzn posiadających nadmierną władzę społeczną i ekonomiczną jest fałszywe i że mężczyźni są systematycznie krzywdzeni na wiele sposobów.
Podobnie jak tekst Herba Goldberga pt. The Hazards of Being Male, The Myth of Male Power jest uważana za podstawową publikację ruchu praw mężczyzn i została przetłumaczona na kilka języków, w tym na niemiecki i włoski.

## Definiowanie męskiej siły i bezsilności

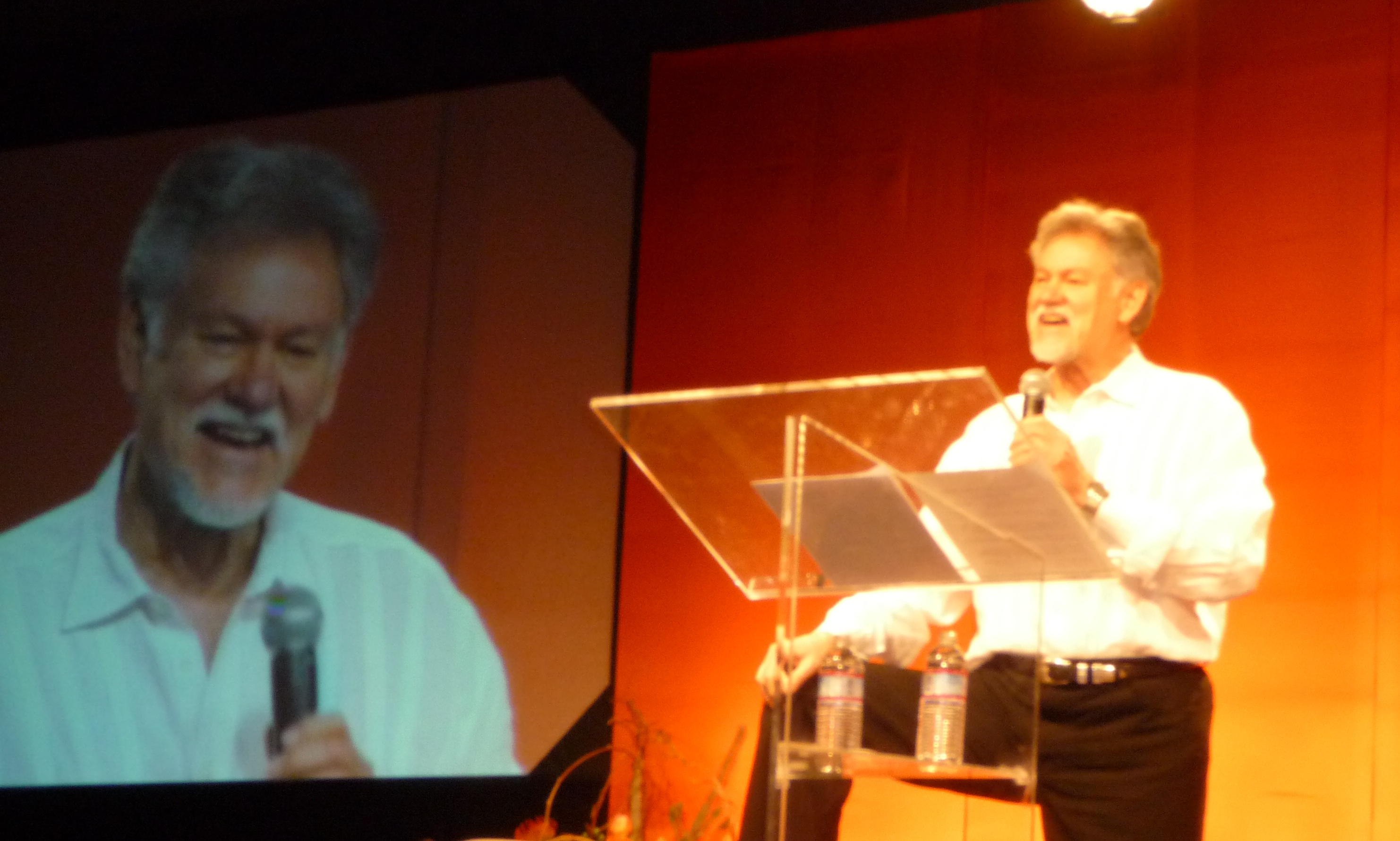
Warren Farrell przemawiający na Integral Spiritual Experience World Conference of Spiritual Leaders w 2010 roku

W „The Myth of Male Power” Warren Farrell przedstawił dogłębny zarys tezy, którą ostatecznie zastosuje w kolejnych książkach – książkach o komunikacji (Women Can’t Hear What Men Don’t Say), rodzicielstwie (Father and Child Reunion) i miejscu pracy (Why Men Earn More).
Jak sugeruje tytuł książki, Farrell podważył wiarę, że mężczyźni mają władzę, kwestionując definicję władzy. Farrell definiuje władzę jako kontrolę nad swoim życiem. Napisał, że w przeszłości żadna z płci nie miała władzy; obie płcie miały swoje role: rola kobiet polegała na wychowywaniu dzieci; rola mężczyzn polegała na zarabianiu pieniędzy.
Jednym z przykładów, których Farrell użył do zilustrowania męskiej bezsilności, jest wyłącznie męska płeć do potencjalnego poboru do wojska. Napisał on, że jeśli jakakolwiek inna pojedyncza grupa (przykłady, które wymienia to Żydzi, Afroamerykanie i kobiety) została wybrana na podstawie ich cech urodzenia jako jedyna grupa wymagana przez prawo do rejestracji na wypadek potencjalnej śmierci, nazwalibyśmy to antysemityzmem, rasizmem lub ludobójczym seksizmem. Mężczyźni, jak napisał, zostali tak wychowani, by nazywać to „chwałą” i „władzą”, i w związku z tym nie postrzegają tego jako czegoś negatywnego.
Farrell twierdzi, że ten punkt widzenia stwarza problemy psychologiczne dla obu płci: „słabość mężczyzn jest ich fasada siły; siłą kobiet jest ich fasada słabości”.
Dodaje, że społeczeństwa generalnie wychowały chłopców i mężczyzn, aby zdefiniować władzę jako, w istocie, „poczucie obowiązku zarabiania pieniędzy, które ktoś inny wydaje, podczas gdy my umieramy wcześniej”. Uważa on, że poczucie obowiązku nie jest władzą.

### Why Men Are Disposable Sex
Podtytuł książki to „Why Men Are Disposable Sex”. Farrell argumentował, że historycznie obie płcie były pozbywalne w służbie przetrwania: kobiety ryzykowały śmierć przy porodzie; mężczyźni ryzykowali śmierć na wojnie. Farrell zauważył jednak, że istnieje kluczowa różnica: dyspozycyjność kobiet bardziej wynikała z biologii; dyspozycyjność mężczyzn wynikała z socjalizacji.
Farrell zaobserwował różne cechy współczesnego społeczeństwa amerykańskiego, takie jak tendencja do przypisywania mężczyznom stanowisk o podwyższonym ryzyku – żołnierz, strażak, górnik itd.: prawie wszystkie najbardziej niebezpieczne zawody są męskie, a we wraz ze wzrostem niebezpieczeństwa dla życia, wzrasta również odsetek zawodów wykonywanych przez mężczyzn. Inne statystyki, w połączeniu z brakiem społecznego oburzenia i mobilizacji wokół nich, wskazują na ten sam kierunek strat w mężczyznach. Mężczyźni są ofiarami przestępstw z użyciem przemocy dwa razy częściej niż kobiety i są trzy razy bardziej skłonni do bycia ofiarami morderstw. Wskaźniki samobójstw są znacznie wyższe w przypadku mężczyzn niż kobiet. Podczas gdy wskaźniki zgonów z powodu raka piersi i raka prostaty są porównywalne, w Stanach Zjednoczonych na raka piersi wydaje się sześć razy więcej funduszy.
Te statystyki, jak zasugerował Farrell, można wyjaśnić tylko tym, że społeczeństwo amerykańskie przywiązuje większą wagę do życia kobiet niż mężczyzn. Todd Jones przytoczył to jako przykład rozumowania abdukcyjnego: słusznie lub nie, Farrell założył, że takie zachowanie jest racjonalne, a jedynym wyjaśnieniem jest to, że „kobiety są w rzeczywistości postrzegane jako cenna płeć (zwłaszcza w kategoriach ewolucyjnych), która musi być chroniona i zachowana za wszelką cenę, podczas gdy mężczyźni (dziesięciocentówka w kategoriach ewolucyjnych) są uważani za zasadniczo „pozbywalnych” (ang. women are actually perceived as the valuable gender (especially in evolutionary terms) who need to be protected and preserved at all cost, while men (a dime a dozen in evolutionary terms) are thought of as essentially disposable”).

### Where Do We Go From Here?
Farrell stwierdził, że mężczyźni i kobiety muszą dokonać ewolucyjnego przejścia od koncentrowania się na przetrwaniu do koncentrowania się na właściwej równowadze między przetrwaniem a spełnieniem.
Twierdzi on, że ruch kobiet doprowadził do resocjalizacji dziewcząt, aby stały się kobietami, które balansują pomiędzy przetrwaniem a spełnieniem, ale nie było podobnej resocjalizacji chłopców, aby stali się mężczyznami, którzy dążą do osiągnięcia tej równowagi, gdy przejmą odpowiedzialność za dzieci. Farrell uważa więc, że chłopcy i mężczyźni są o kilkadziesiąt lat za dziewczętami i kobietami pod względem psychologicznym i społecznym, a w coraz większym stopniu za kobietami pod względem akademickim i ekonomicznymi Farrell oszacował, że mężczyźni są w 2011 roku tam, gdzie kobiety były w 1961 roku.
Politycznym rozwiązaniem Farrella nie jest „ani ruch kobiet obwiniający mężczyzn, ani ruch mężczyzn obwiniający kobiety, ale ruch transformacji płci”. Definiuje on ruch transformacji płci jako taki, który sprzyja przejściu od sztywnych ról z przeszłości do bardziej elastycznych ról w przyszłości.
Mężczyźni, jak stwierdził Farrell, uczą się zarabiać pieniądze, aby zyskać aprobatę rodziców i szacunek innych mężczyzn; heteroseksualni mężczyźni uczą się również zarabiać pieniądze, aby zarobić na kobiecą miłość.
Farrell przedstawił w swojej książce tezę, że zarabianie pieniędzy wiąże się ze zrzeczeniem się władzy. Dalej opisał swoją teorię, że zarabianie pieniędzy to mniej władzy, a więcej kompromisów. Farrell zaproponował, że „droga do wysokiej płacy jest drogą płatną – zarabiasz więcej, gdy płacisz 25 konkretnych opłat, takich jak praca przez więcej godzin lub podejmowanie mniej satysfakcjonującej lub bardziej niebezpiecznej pracy...”.

## Krytyka
Krytyczka społeczna Camille Paglia, dziennikarka The Washington Post, stwierdziła, że The Myth of Male Power „atakuje szokującą szczerością niezbadane założenia feministycznego dyskursu i zmusza nas do spojrzenia na nasz codzienny świat ze świeżej perspektywy”, choć dodała, że Farrell był czasem winny „wątpliwej selektywności czy łatwowierności wobec źródeł historycznych”.
Paglia stwierdziła jednak, że książka ta jest rodzajem oryginalnego, heretyckiego tekstu, który jest rozpaczliwie potrzebny, by przywrócić sprawiedliwość i równowagę obecnemu rozmokłemu ideologicznie programowi studiów nad problematyką kobiecą.
Recenzent Robert Winder opisał książkę jako „hiperbola szokowo-horrorowa pozująca na stypendium” i dalej napisał „...Farrell może mieć rację widząc konflikt płci jako wojnę, ale jest to tylko sarkastyczny sposób przyznania się do autentycznego męskiego zmartwienia: Brzmienie zazdrosnych mężczyzn czasami czuje się w konfrontacji z kobiecą solidarnością. Jednak Farrell, podobnie jak niektóre z jego przeciwnych kobiet, woli oskarżenia od samozadowolenia”.
Linda Mealey zauważyła, że książka ta jest zalecana do lektury nauczycielom nauk społecznych, zwłaszcza gender studies; skrytykowała Farrella, ponieważ łatwo dostrzegł przyczynowość w korelacji.
Margot Mifflin napisała, że „większość teorii Farrella na temat większego obciążenia społecznego mężczyzn jest niezasłużona i absurdalnie uproszczona”.
Antropolog Melvin Konner napisał, że podobnie jak książka Christiny Hoff Sommers Who Stole Feminism? (1994), Myth of Male Power jest dobrym antidotum na sposób, w jaki „prawdziwa wiedza o rolach płciowych... jest pogrzebana w postmodernistycznej retoryce”.
The Los Angeles Times zauważył, że „...niektórzy krytycy twierdzą, że The Myth of Male Power wykracza poza pielęgnowanie rytuałów ruchu praw mężczyzn, by dokonać jawnego zamachu na zwycięstwa współczesnego ruchu kobiet”.
W artykule w Mother Jones zauważono, że książka „...zrodziła sieć działaczy i miejsc, które przybliżają ideologię Farrella w niepokojącym kierunku”.
Książka zawiera kilka błędów rzeczowych dotyczących mordercy Laurie Dann, który jest wykorzystywany jako przykład przemocy wobec mężczyzn stosowanej przez kobiety. Farrell stwierdził, że wszystkie jej ofiary były mężczyznami, że spaliła Young Men’s Jewish Council, spaliła dwóch chłopców w piwnicy, zastrzeliła własnego syna i stwierdziła, że zabiła ośmioletniego gwałciciela.
Niektórzy działacze na rzecz praw mężczyzn, naukowcy i przedstawiciele mediów powtórzyli wnioski Farrella.